# 300 South Wacker
Le 300 South Wacker est un gratte-ciel de 136 mètres construit en 1971 dans le secteur financier du Loop à Chicago, dans l'État de l'Illinois aux États-Unis. Son nom vient du fait qu'il soit situé sur South Wacker Drive, en bordure de la rivière Chicago.
Conçu par A. Epstein and Sons, l'immeuble est essentiellement composé de bureaux.

## Description
Cet immeuble de 36 étages est situé en bordure de la rivière Chicago à proximité du 311 South Wacker Drive et de la Willis Tower.